# Ис (город в Германии)
Ис (нем. Ueß) — община в Германии, в земле Рейнланд-Пфальц.
Входит в состав района Вульканайфель. Подчиняется управлению Кельберг. Население составляет 58 человек (на 31 декабря 2010 года). Занимает площадь 1,49 км².